# Étienne Perrin
Étienne Perrin est un architecte français né le 4 mars 1873 à Paris 1er et mort le 28 novembre 1928 à Paris 10e. 

## Biographie
Formé par Julien Guadet, il a été actif dans les années 1900-1930 au cours desquelles, en collaboration avec l'architecte Joseph Charlet, il a réalisé de nombreux immeubles dans un style éclectique ou art déco, à Paris et dans la région parisienne.
Parmi ses réalisations, on peut citer :
- le 1, rue de Lyon dans le 12e arrondissement ;
- la résidence de Campo-Formio à Paris dans le 13e arrondissement ;
- un de ses immeubles conçu avec Joseph Charlet, au n°43 rue des Couronnes, remporte le concours des façades de la ville de Paris en 1905[3].

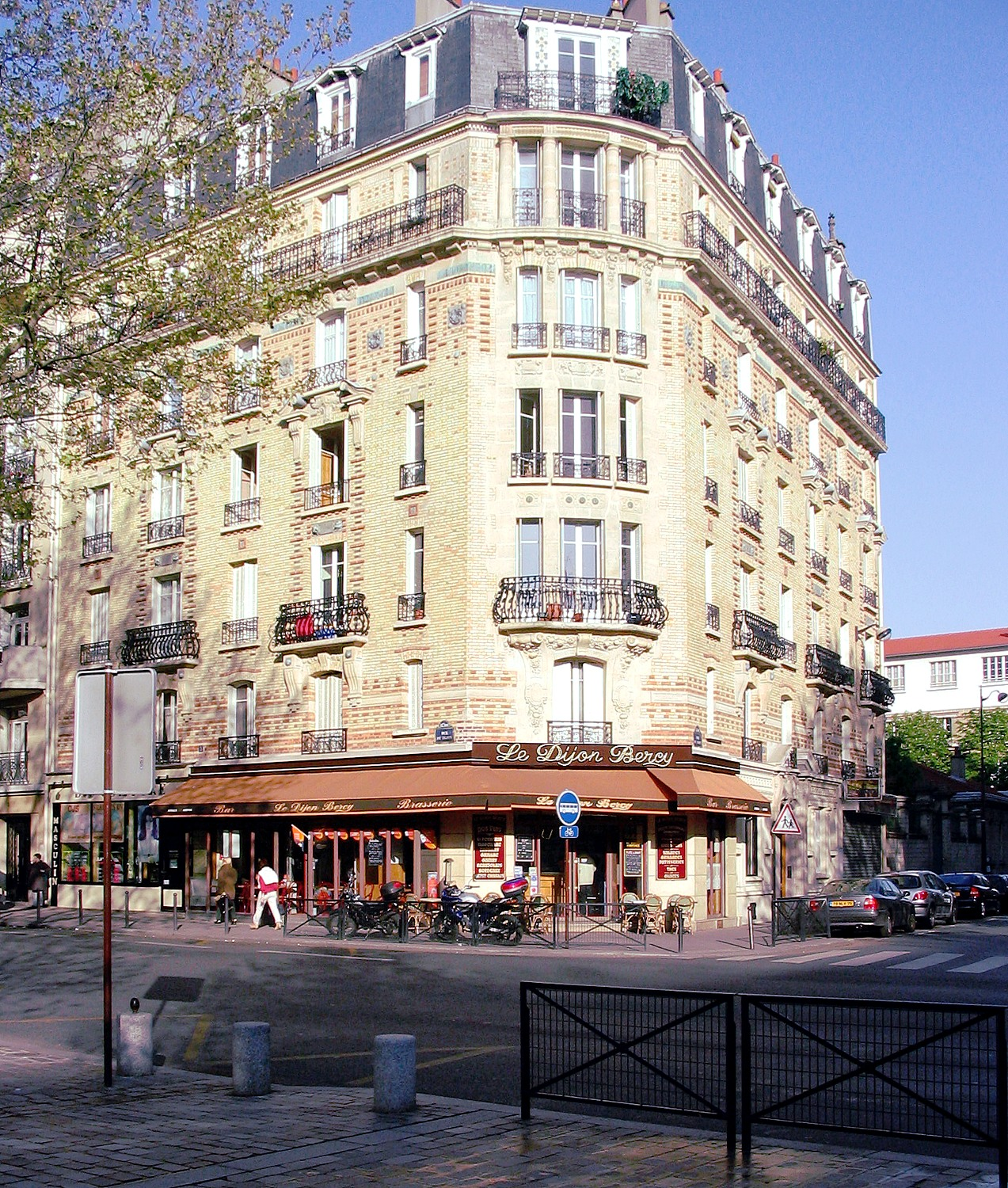
1, rue de Dijon : Immeuble de logements avec un commerce en rez-de-chaussée réalisé par les architectes Charlet-Perrin (1908).
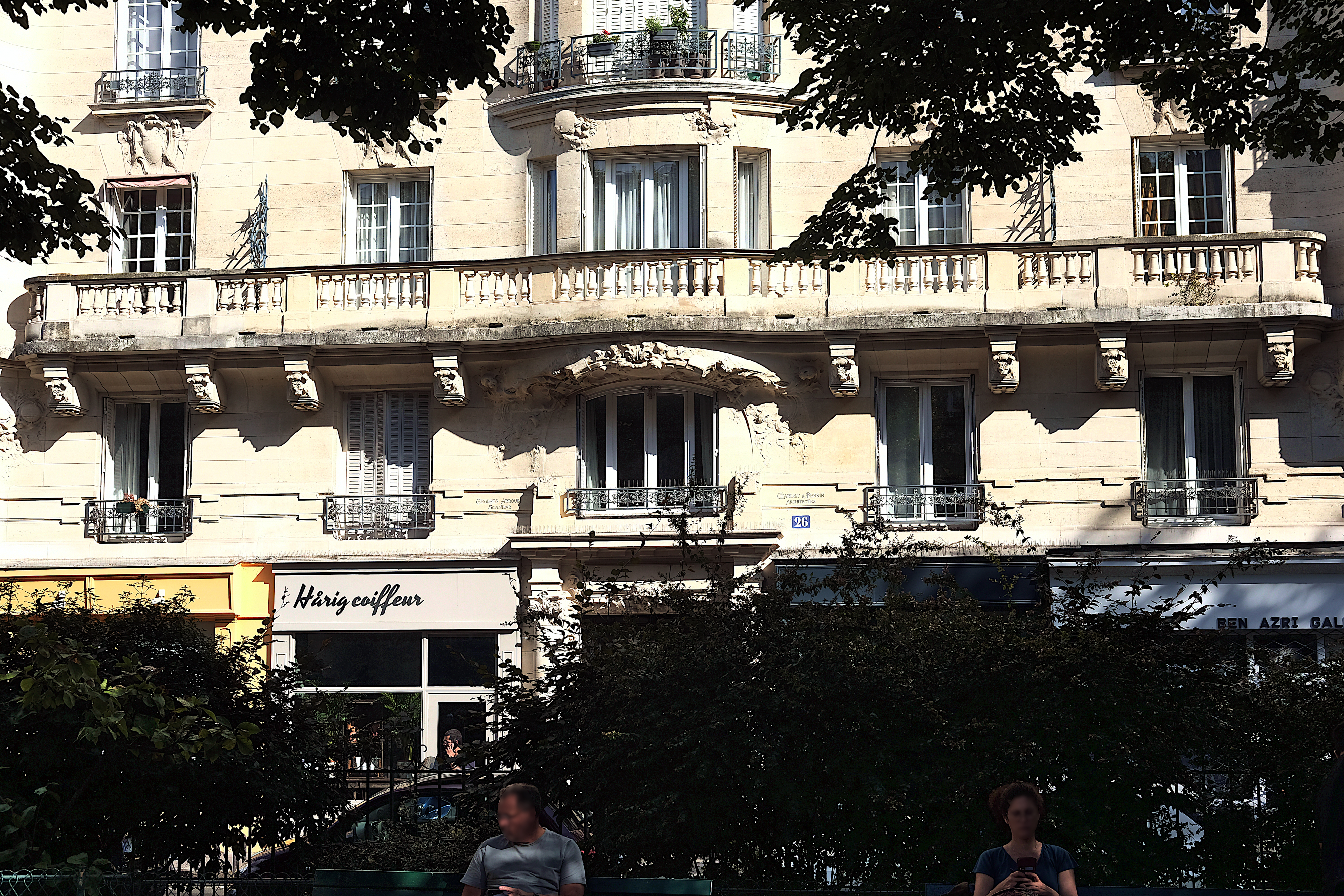
n°26 rue Charles-Baudelaire (1910).
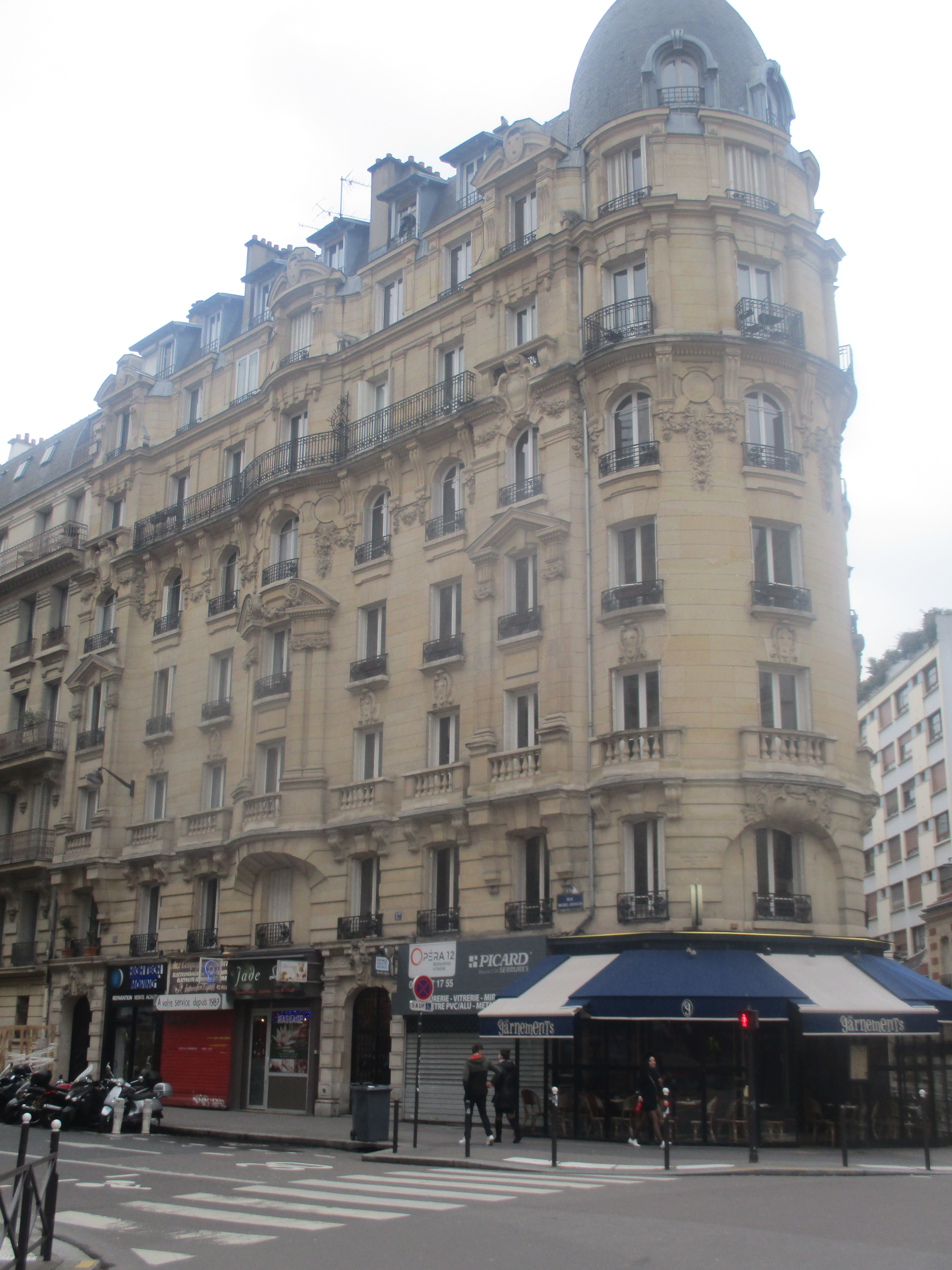
15-17, rue Michel Chasles : immeuble de rapport d'angle dessiné par les architectes Charlet et Perrin (1911).
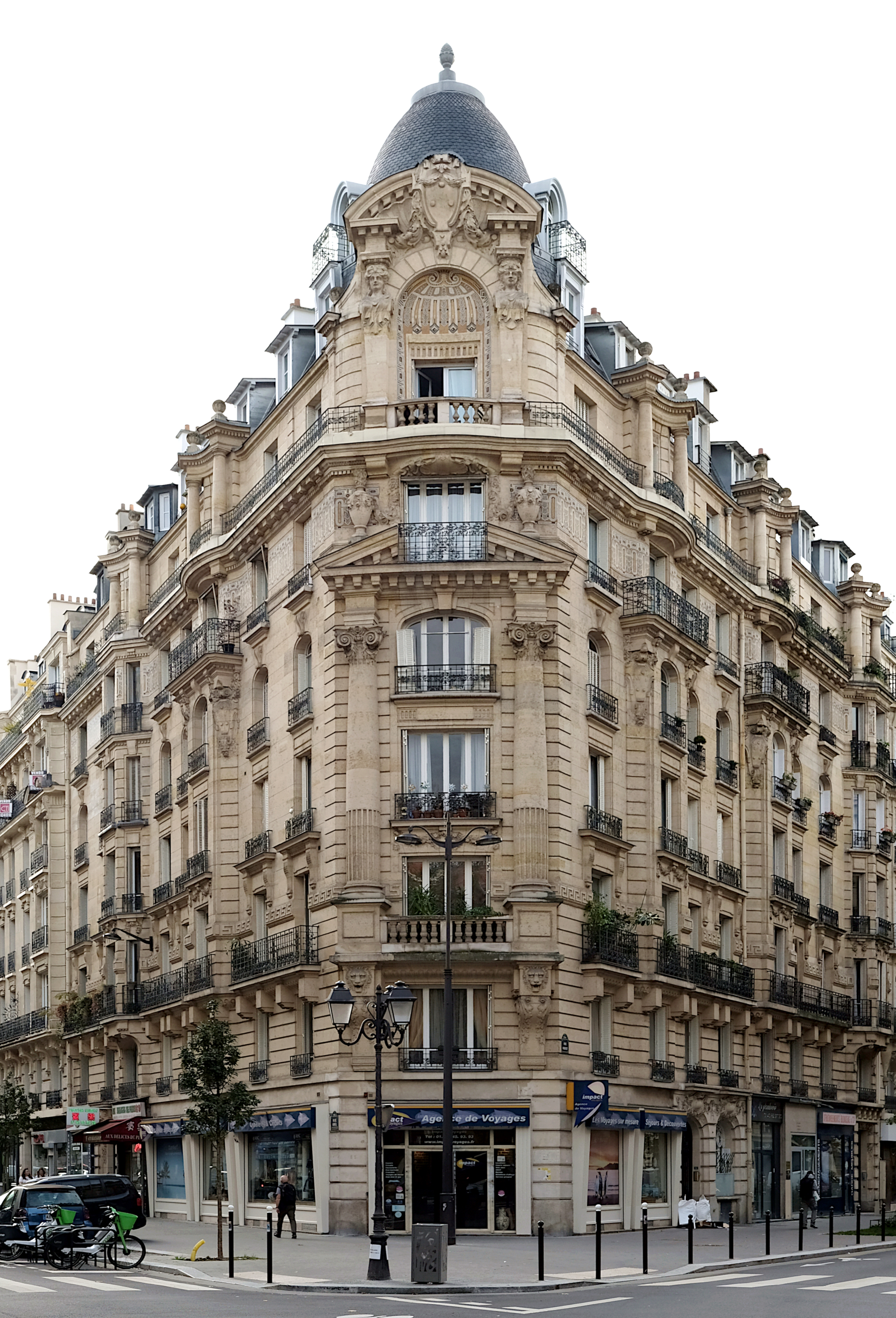
9, rue Abel et 14-16 rue Parrot : immeuble de rapport d'angle dessiné par les architectes Charlet et Perrin (vers 1911).
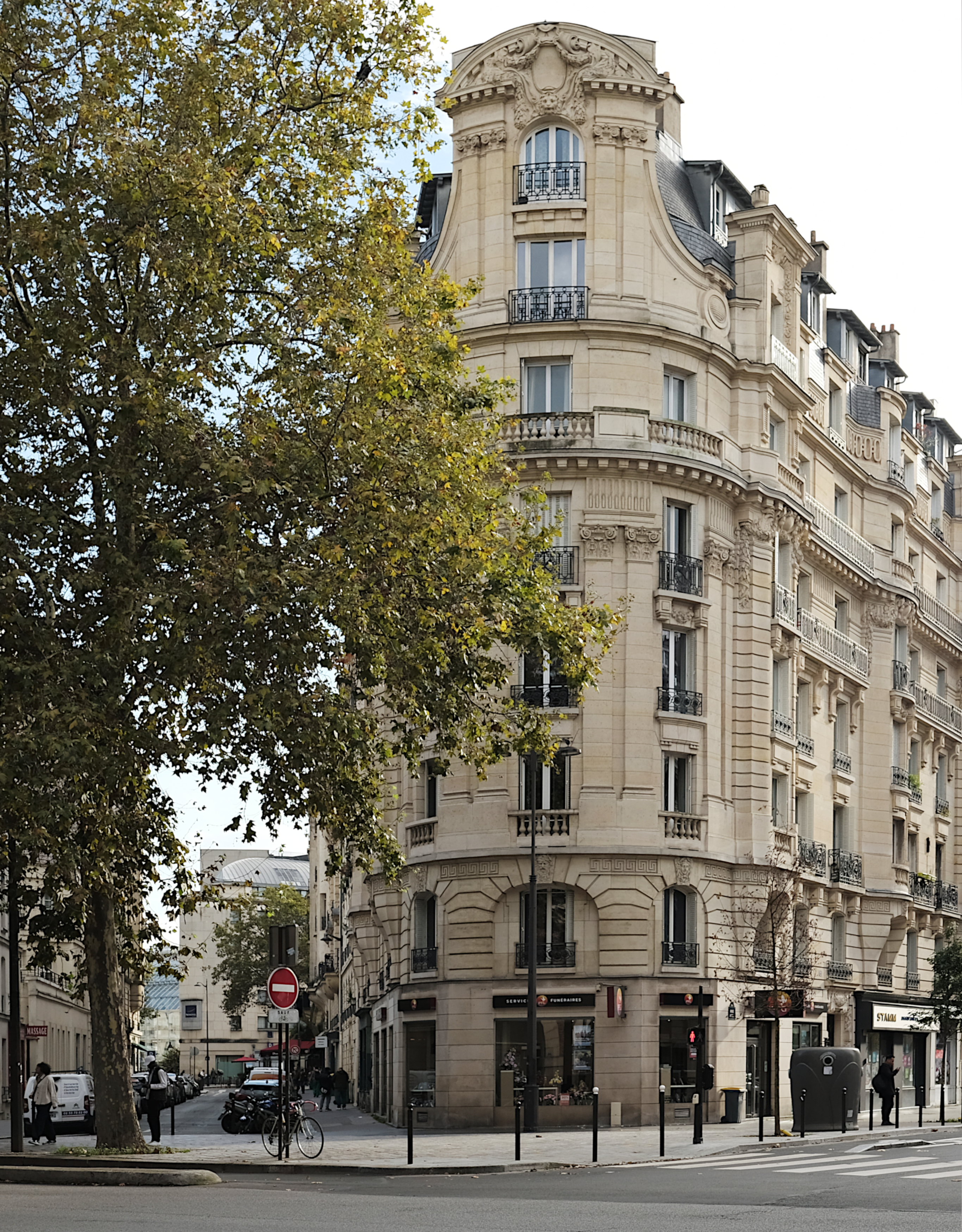
Immeuble d'angle des rues Abel et Legraverend (vers 1912).
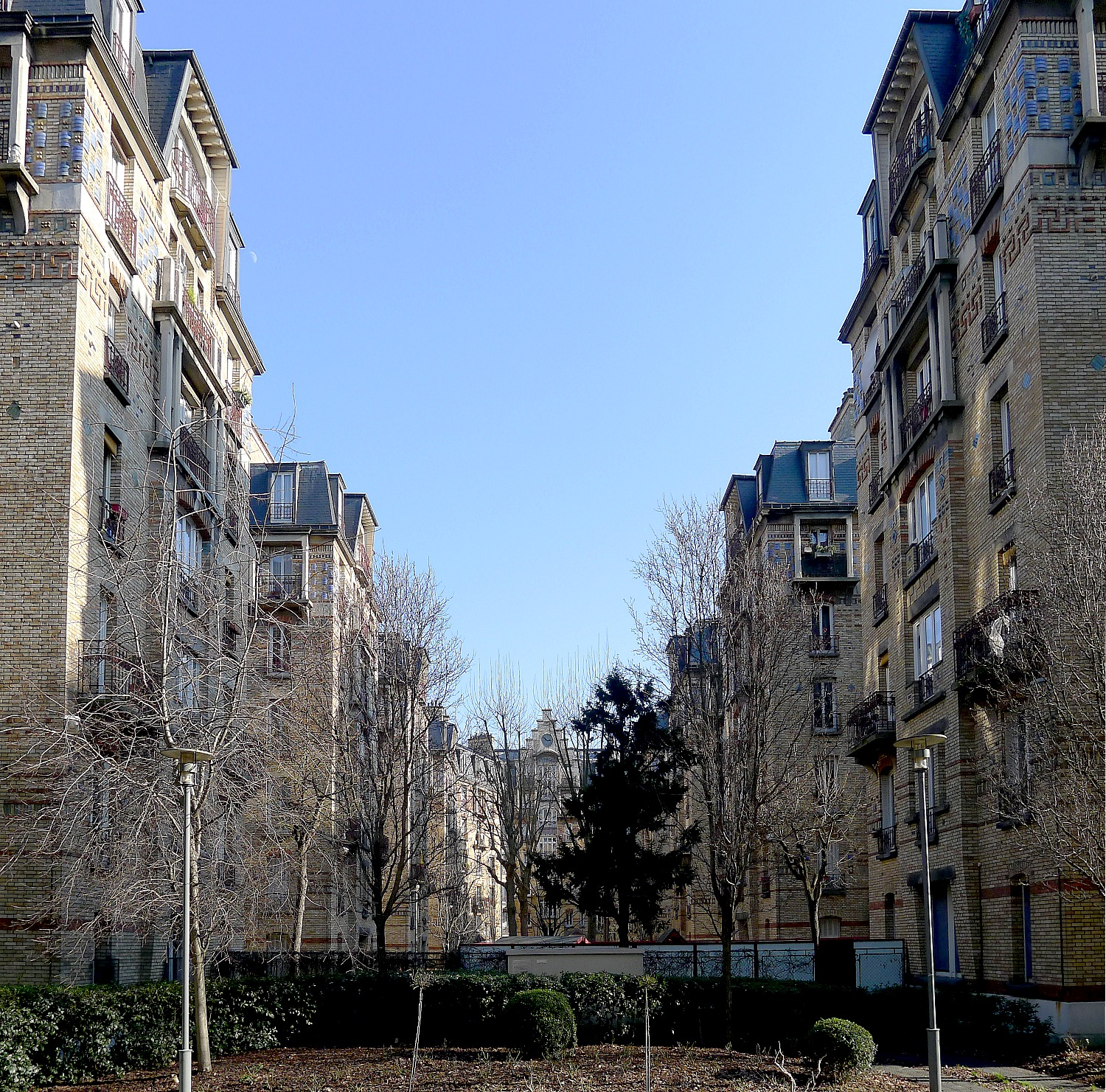
Résidence Campo-Formio dans le 13e arrondissement de Paris (architectes : Joseph Charlet et Etienne Perrin - 1928).